# Alouatta seniculus
Alouatta seniculus é uma espécie de primata da América do Sul, encontrado na parte oeste da Bacia Amazônica, na Venezuela, Colômbia, Peru, Brasil, Equador e Bolívia. Trata-se de um táxon que passou por inúmeras revisões taxonômicas, com a criação de várias espécies a partir das subespécies conhecidas: A. seniculus, atualmente, se refere apenas às populações do noroeste da Amazônia.
Possui um dimorfismo sexual pouco acentuado, com machos tendo até 72 cm de comprimento e as fêmeas com até 57 cm, pesando entre 5,4-9 kg e 4,2-7 kg respectivamente.